# City Hunter〜愛よ消えないで〜
「City Hunter〜愛よ消えないで〜」（シティーハンター あいよきえないで）は1987年5月10日に発売された小比類巻かほるの5枚目のシングル。

## 解説
「City Hunter〜愛よ消えないで〜」は、読売テレビ、サンライズ製作のアニメ『シティーハンター』の第1話から第26話にかけてのオープニングテーマとして使用された。
カップリング曲は『シティーハンター』第14話『16歳結婚宣言! アイドルに熱いキッス』にて登場人物の松村渚（声：渕崎ゆり子）の歌として使用された。後、アレンジバージョンが製作されている。

## 収録曲
| 全作曲: 大内義昭、全編曲: 戸塚修。 |                                   |                |            |
| #                                  | タイトル                          | 作詞           | 作曲・編曲 |
| 1.                                 | 「City Hunter〜愛よ消えないで〜」 | 麻生圭子       | 大内義昭   |
| 2.                                 | 「What's Goin' On」               | 小比類巻かほる | 大内義昭   |

## カバー
City Hunter〜愛よ消えないで〜
- デーモン小暮閣下 - アルバム『GIRLS' ROCK』（2007年）収録。
- creato - コンピレーションアルバム『アニソマニア-2』（2009年）収録。
- LOVERIN TAMBURIN - アルバム「aj★JAZZIN vol.2 animation japan jazzin tracks」（2010年）収録。
- NAGISA - コンピレーションアルバム『アニメイティーズ -ANIME HITS in 80's DISCO STYLE』（2010年）収録。
- m.o.v.e - アルバム『anim.o.v.e 03』（2011年）収録。
- 下川みくに - アルバム『Remember～青春アニソンハウスアルバム～』（2013年）収録。
- CAO - コンピレーションアルバム『JAPAN ANIMESONG COLLECTION VOL.3』（2020年）収録。
- 降幡愛 - アルバム『Memories of Romance in Driving』（2022年）収録。
- 奥井雅美 - 配信カバーアルバム『マサミコブシ～歌謡曲編』（2023年）収録。
- 朝月希和-雪組公演ミュージカル『CITY HUNTER』－盗まれたXYZ－　内で槇村 香役として歌唱。